# トゥランサー (護衛空母)
|          |                                             |
| 艦歴     |                                             |
| 発注     |                                             |
| 起工     | 1943年2月1日                                |
| 進水     | 1943年6月17日                               |
| 就役     | 1944年1月31日                               |
| 退役     | 1946年4月12日                               |
| 除籍     |                                             |
| その後   | 民間に売却                                  |
| 性能諸元 |                                             |
| 排水量   | 9,800トン                                   |
| 全長     | 495 ft 8 in (151.1 m)                       |
| 全幅     | 69 ft 6 in (21.2 m)                         |
| 吃水     | 26 ft (7.9 m)                               |
| 機関     |                                             |
| 最大速   | 18 ノット                                   |
| 航続距離 |                                             |
| 乗員     | 士官、兵員890名                             |
| 兵装     | 5インチ砲2門、連装40mm機銃8基、20mm機銃27基 |
| 搭載機   | 28                                          |

パーディド (USS Perdido, AVG/ACV/CVE-47) は、アメリカ海軍の護衛空母。ボーグ級航空母艦の1隻。

## 艦歴
パーディドは海事委任契約の下ワシントン州タコマのシアトル・タコマ造船所で1943年2月1日に起工する。1943年6月17日にH・M・ベミス夫人によって進水する。1943年7月15日に CVE-47（護衛空母）に艦種変更され、オレゴン州ポートランドのコマーシャル鉄鋼所で艤装が完了した。
1943年6月23日にレンドリース法に基づきイギリス海軍への転籍が指定され、1944年1月31日に引き渡される。艦はトゥランサー (HMS Trouncer, D85) と改名された。第二次世界大戦中は主に航空機の輸送に従事した。戦争が終了すると1946年2月21日にバージニア州ノーフォークに帰還し、3月3日にアメリカ海軍へ返還された。3月25日に海軍長官は処分を決定し、4月12日に除籍される。艦はウィリアム・B・セント・ジョンに売却され、1947年3月6日に移管、Greystroke Castle と改名される。その後1954年に Gallic、1959年に Berinnes と改名され、1973年に台湾でスクラップとして廃棄された。